# كارلو فاغنر
كارلو فاغنر (بالفرنسية: Carlo Wagner)‏ هو سياسي لوكسمبورغي، ولد في 3 يوليو 1953 في لوكسمبورغ. حزبياً، نشط في الحزب الديمقراطي (لوكسمبورغ). وقد انتخب نائب عن دائرة دائرة الشرق ‏.